# Limonium hierapetrae
Limonium hierapetrae ist eine Pflanzenart aus der Gattung der Strandflieder (Limonium) in der Familie der Bleiwurzgewächse (Plumbaginaceae).

## Merkmale
Limonium hierapetrae ist ein ausdauernder Halbstrauch, der Wuchshöhen von 20 bis 40 (80) Zentimeter erreicht. Die zahlreichen Stängel sind glatt bis undeutlich gerillt und im unteren Drittel bzw. der unteren Hälfte verzweigend. Ihre Abschnitte sind bis 100 Millimeter lang. Die Äste sind hellgrün, nach oben hin oft braun und zerbrechlich. Die Laubblätter messen (15) 60 bis 80 × 3 bis 14 (18) Millimeter. Sie sind dreinervig, länglich-lanzettlich bis länglich-verkehrteiförmig, stumpf, glatt und kahl. Der Blattrand ist flach bis gewellt und häutig. 
Die Rispe ist trugdoldig. Die Ähren sind bis 120 Millimeter groß. Sie weisen pro Zentimeter 2 bis 3 nicht genäherte oder sich berührende, ein- bis zweiblütig Ährchen auf. Das innere Tragblatt ist im frischen Zustand grün, im trockenen rostbraun. Es misst 4,2 bis 5,8 × 3 bis 3,5 Millimeter und hat einen 1 Millimeter breiten Hautrand. Der Kelch ist leicht gekrümmt, angedrückt behaart und 4,2 bis 5,6 Millimeter groß. Die Krone ist hellblau bis lila gefärbt.
Die Blütezeit liegt im Mai.
Die Chromosomenzahl beträgt 2n = 43.

## Vorkommen
Limonium hierapetrae ist auf Kreta in den Regionalbezirken Lasithi und Iraklio endemisch. Die Art wächst an der Südostküste am Meer auf Konglomerat- und Sandfelsen.